# Laura Cover
Laura Lee Cover (Bucyrus, Ohio; 6 de mayo de 1977) es una modelo y actriz estadounidense. Fue elegida como Playmate por la revista Playboy en octubre de 1998, y ha aparecido en numerosos videos de Playboy. Su portafolio fue fotografiado por Arny Freytag.
Está casada con Aaron Boone y el matrimonio tiene un hijo.